# 蘇厄德堡 (加利福尼亞州)
蘇厄德堡（英語：Fort Seward）是位於美國加利福尼亞州洪堡縣的一個非建制地區。該地的面積和人口皆未知。

## 地理
蘇厄德堡的座標為40°13′23″N 123°38′36″W / 40.22306°N 123.64333°W，而該地的平均海拔高度為100米（即328英尺）。